# Championnats du monde d'athlétisme handisport
Les Championnats du monde d'athlétisme handisport est un événement organisé par le Comité international paralympique. Les athlètes avec un handicap moteur participent ainsi que les athlètes avec un handicap mental dans quelques épreuves. À l'origine, ces championnats avaient lieu tous les 4 ans mais depuis 2011, ils sont organisés tous les 2 ans.
Les premiers championnats du monde d'athlétisme handisport ont eu lieu à Berlin en Allemagne en 1994.

## Éditions
| Édition | Année                      | Ville             | Pays                | Date                             | Lieu                               | Épreuves | Athlètes  |
| ------- | -------------------------- | ----------------- | ------------------- | -------------------------------- | ---------------------------------- | -------- | --------- |
| 1er     | 1994 (résultats détaillés) | Berlin            | Allemagne           | 22 au 31 juillet                 | Stade olympique de Berlin          |          | 1154      |
| 2e      | 1998 (résultats détaillés) | Birmingham        | Royaume-Uni         | Août                             | Alexander Stadium                  |          | + de 1000 |
| 3e      | 2002 (résultats détaillés) | Villeneuve-d'Ascq | France              | 20 au 28 juillet                 | Stadium Lille Métropole            |          |           |
| 4e      | 2006 (résultats détaillés) | Assen             | Pays-Bas            | 2 au 10 septembre                | De Smelt                           |          | 1200      |
| 5e      | 2011 (résultats détaillés) | Christchurch      | Nouvelle-Zélande    | 21 au 30 janvier                 | Queen Elizabeth II Park            | 213      | 1060      |
| 6e      | 2013 (résultats détaillés) | Lyon              | France              | 19 au 28 juillet                 | Parc de Parilly                    | 212      | 1073      |
| 7e      | 2015 (résultats détaillés) | Doha              | Qatar               | 22 au 31 octobre                 |                                    |          | 1350      |
| 8e      | 2017 (résultats détaillés) | Londres           | Royaume-Uni         | 14 au 23 juillet                 | Stade olympique, Stratford         |          |           |
| 9e      | 2019 (résultats détaillés) | Dubaï             | Émirats arabes unis | 7 au 15 novembre                 |                                    |          |           |
| 10e     | 2021                       | Kobe              | Japon               | 26 août au 4 septembre (reporté) |                                    |          |           |
| 10e     | 2023 (résultats détaillés) | Paris             | France              | 8 au 17 juillet                  | Stade Charlety                     | 171      | 1700      |
| 11e     | 2024 (résultats détaillés) | Kobe              | Japon               | 17 au 25 mai                     | Stade du Mémorial de l'Universiade |          | 1300      |

## Classification
Les athlètes bénéficient d'un classement en fonction du type et de l'ampleur de leur handicap. Le système de classification permet aux athlètes de concourir contre des athlètes ayant des aptitudes fonctionnelles similaires.
Les classifications en athlétisme sont :
- T/F11-13 : concerne les athlètes non-voyants (11) et malvoyants (12 et 13). Les athlètes de la catégorie 11 (et parfois dans la catégorie 12) courent avec un guide.
- T/F20 : concerne les athlètes avec une déficience mentale (QI inférieur à 70).
- T/F31-38 : concerne les athlètes avec des problèmes de coordination des membres (par exemple liée à une paralysie cérébrale). Les athlètes des catégories 31 à 34 concourent assis ou en fauteuil, tandis que ceux dans les catégories 35 à 38 concourent debout.
- T/F40-41 : concerne les athlètes de petite taille.
- T/F42-43 : concerne les athlètes avec puissance musculaire altérée (sans prothèse) au niveau des jambes.
- T/F45-47 : concerne les athlètes avec prothèse au niveau des membres supérieures.
- T51-57 : concerne les athlètes blessés médullaires. Tous concourent en fauteuil roulant.
- F51-57 : concerne les athlètes blessés médullaires. Tous lancent assis.
- T/F61-64 : concerne les athlètes amputés des membres inférieures (avec prothèses).
- T71-72 : concerne les athlètes atteints de troubles sévères de la coordination. Ils pratiquent uniquement le Frame Running.

Les numéros de classe sont préfixés par une lettre : "T" pour la course (Track), "F" pour le lancer ou le saut (Field) et "P" pour le pentathlon.